# Абиа Битео Борико, Мигель
Мигель Абиа Битео Борико (исп. Miguel Abia Biteo Boricó; 1961 — 6 декабря 2012, Малабо, Экваториальная Гвинея) — политический деятель Экваториальной Гвинеи, премьер-министр (2004—2006).

## Биография
Принадлежал к доминирующей в стране этнической группе буби, которая при этом не имела значимого политического влияния. Получил высшее образование в Советском Союзе, по квалификации — горный инженер. После возвращения на родину занимал ключевые должности в нефтяной промышленности.
- 1999—2000 гг. — министр финансов, ушёл в отставку после коррупционного скандала,
- 2001—2004 гг. — министр по связям с парламентом и правовым вопросам,
- 2004—2006 гг. — премьер-министр Экваториальной Гвинеи в администрации президента Теодоро Обианга Нгемы Мбасого, ушёл в отставку после резкой критики со стороны государства, был арестован по обвинению в сотрудничестве с запрещённым Движением за самоопределение острова Биоко (MAIB), по некоторым данным, подвергался пыткам.

В последнем правительстве страны занимал должность министра труда и социального обеспечения.